# چوک‌کت
چوک‌کت (به لاتین: Chukkat) یک منطقهٔ مسکونی در تاجیکستان است که در ولایت سغد واقع شده‌است. چوک‌کت ۰ نفر جمعیت دارد و ۲٬۵۷۲ متر بالاتر از سطح دریا واقع شده‌است.